# Данько, Николай Иванович (учёный)
Никола́й Ива́нович Данько́ (укр. Данько Микола Іванович; 18 января 1949 — 18 ноября 2013) — украинский учёный, ректор Украинской государственной академии железнодорожного транспорта.
Доктор технических наук, профессор, академик Транспортной академии Украины, Заслуженный работник транспорта Украины.

## Биография
Родился 18 января 1949 года в селе Бахмач Бахмачского района Черниговской области УССР.
Образование высшее, окончил Харьковский институт инженеров железнодорожного транспорта имени С. Кирова, инженер путей соединения по эксплуатации железных дорог. В 1966 году — разнорабочий Бахмачского ремстройучастка. В 1967 году — рабочий станции Бахмач Юго-Западной железной дороги. В 1970—1975 годах — учёба в институте. В 1975 году остался для дальнейшей работы в Харьковском институте инженеров железнодорожного транспорта по распределению и занимал должности ассистента, старшего преподавателя кафедры «Эксплуатация железных дорог», заместителя декана заочного факультета, декана факультета, доцента кафедры «Управление эксплуатационной работой», заместителя директора института переподготовки и повышения квалификации кадров, декана факультета управления процессами перевозок, проректора по учебной работе.
С 2004 года — ректор Украинской государственной академии железнодорожного транспорта.
Выдвигался кандидатом в народные депутаты от партии «Відродження» (в списке под № 44).
В 2006−2010 годах — депутат Харьковского областного совета.
Автор множества научных работ, монографий, учебных пособий и изобретений.
Умер 18 ноября 2013 года в Харькове.

## Награды
- Почётная грамота Верховной рады Украины;
- Лауреат регионального рейтинга «Харьковчанин года-2008»;
- орден «За заслуги» (Украина) III степени (2009).